# Mesaspis gadovii
Mesaspis gadovii är en ödleart som beskrevs av  George Albert Boulenger 1913. Mesaspis gadovii ingår i släktet Mesaspis och familjen kopparödlor. IUCN kategoriserar arten globalt som livskraftig.

## Underarter
Arten delas in i följande underarter:
- M. g. gadovii
- M. g. levigata